# Campionat del Món de motociclisme de 2005
La temporada de 2005 del Campionat del món de motociclisme fou la 57a edició d'aquest campionat, organitzat per la FIM. Valentino Rossi va tornar a guanyar el títol de MotoGP amb Yamaha després de dominar el campionat amb un total de setze podis (onze dels quals, victòries) en disset curses. El subcampió, Marco Melandri, va acabar amb 147 punts menys que Rossi. Dani Pedrosa va guanyar el seu segon títol consecutiu de 250cc amb Honda. El vigent campió de 125cc, Andrea Dovizioso, va ser el debutant de l'any d'aquella categoria, mentre que el títol de 125cc el va guanyar el suís Thomas Lüthi, amb Honda.
Aquell any es van instaurar més Grans Premis "exòtics", com ara el Gran Premi de Turquia o el Gran Premi de la Xina, volent fer arribar el motociclisme a països on no té rellevància. Durant la temporada es van veure moltes curses dramàtiques, entre elles quatre d'afectades per la pluja a Portugal, Xina, França i Gran Bretanya.

## El campionat de 125cc
Lüthi aconseguí el seu títol de 125cc de manera inesperada, ja que el seu màxim rival, Mika Kallio (KTM), va perdre uns punts valuosíssims en ser avançat pel seu propi company d'equip, Gábor Talmácsi, a l'últim revolt del Gran Premi de Qatar. Sense aquest avançament, Kallio hauria aconseguit els cinc punts que li haurien permès empatar amb Lüthi en la classificació final (242-242) i hauria guanyat el títol pel major nombre de victòries (4-5). Com a conseqüència, KTM no li renovà el contracte a Talmácsi.

## Campions del món
Pilots
| 125cc        | 250cc        | MotoGP          |
| ------------ | ------------ | --------------- |
| Thomas Lüthi | Dani Pedrosa | Valentino Rossi |

Constructors
| 125cc | 250cc | MotoGP |
| ----- | ----- | ------ |
| KTM   | Honda | Yamaha |

Equips
| MotoGP                |
| --------------------- |
| Gauloises Yamaha Team |

## Grans Premis

### Sistema de puntuació
Barem de puntuació de 1993 ençà:
| Posició | 1  | 2  | 3  | 4  | 5  | 6  | 7 | 8 | 9 | 10 | 11 | 12 | 13 | 14 | 15 |
| Punts   | 25 | 20 | 16 | 13 | 11 | 10 | 9 | 8 | 7 | 6  | 5  | 4  | 3  | 2  | 1  |

### Calendari
| Cursa | Data           | Gran Premi                            | Circuit        |
| ----- | -------------- | ------------------------------------- | -------------- |
| 1     | 10 d'abril     | Gran Premi d'Espanya                  | Jerez          |
| 2     | 17 d'abril     | Gran Premi de Portugal                | Estoril        |
| 3     | 1 de maig      | Gran Premi de la Xina                 | Shanghai       |
| 4     | 15 de maig     | Gran Premi de França                  | Le Mans        |
| 5     | 5 de juny      | Gran Premi d'Itàlia                   | Mugello        |
| 6     | 12 de juny     | Gran Premi de Catalunya               | Catalunya      |
| 7     | 25 de juny ††  | Dutch TT                              | Assen          |
| 8     | 10 de juliol † | Gran Premi dels Estats Units          | Laguna Seca    |
| 9     | 24 de juliol   | Gran Premi de Gran Bretanya           | Donington Park |
| 10    | 31 de juliol   | Gran Premi d'Alemanya                 | Sachsenring    |
| 11    | 28 d'agost     | Gran Premi de la República Txeca      | Brno           |
| 12    | 18 de setembre | Gran Premi del Japó                   | Motegi         |
| 13    | 25 de setembre | Gran Premi de Malàisia                | Sepang         |
| 14    | 1 d'octubre †† | Gran Premi de Qatar                   | Losail         |
| 15    | 16 d'octubre   | Gran Premi d'Austràlia                | Phillip Island |
| 16    | 23 d'octubre   | Gran Premi de Turquia                 | Istanbul       |
| 17    | 6 de novembre  | Gran Premi de la Comunitat Valenciana | Ricardo Tormo  |

† = Només cursa de MotoGP
†† = Cursa en dissabte

### Guanyadors
| Cursa | Gran Premi                            | 125cc            | 250cc           | MotoGP          | Resultats |
| ----- | ------------------------------------- | ---------------- | --------------- | --------------- | --------- |
| 1     | Gran Premi d'Espanya                  | Marco Simoncelli | Dani Pedrosa    | Valentino Rossi | Resultat  |
| 2     | Gran Premi de Portugal                | Mika Kallio      | Casey Stoner    | Alex Barros     | Resultat  |
| 3     | Gran Premi de la Xina                 | Mattia Pasini    | Casey Stoner    | Valentino Rossi | Resultat  |
| 4     | Gran Premi de França                  | Thomas Lüthi     | Dani Pedrosa    | Valentino Rossi | Resultat  |
| 5     | Gran Premi d'Itàlia                   | Gábor Talmácsi   | Dani Pedrosa    | Valentino Rossi | Resultat  |
| 6     | Gran Premi de Catalunya               | Mattia Pasini    | Dani Pedrosa    | Valentino Rossi | Resultat  |
| 7     | Dutch TT                              | Gábor Talmácsi   | Sebastián Porto | Valentino Rossi | Resultat  |
| 8     | Gran Premi dels Estats Units          | -                | -               | Nicky Hayden    | Resultat  |
| 9     | Gran Premi de Gran Bretanya           | Julián Simón     | Randy de Puinet | Valentino Rossi | Resultat  |
| 10    | Gran Premi d'Alemanya                 | Mika Kallio      | Dani Pedrosa    | Valentino Rossi | Resultat  |
| 11    | Gran Premi de la República Txeca      | Thomas Lüthi     | Dani Pedrosa    | Valentino Rossi | Resultat  |
| 12    | Gran Premi del Japó                   | Mika Kallio      | Hiroshi Aoyama  | Loris Capirossi | Resultat  |
| 13    | Gran Premi de Malàisia                | Thomas Lüthi     | Casey Stoner    | Loris Capirossi | Resultat  |
| 14    | Gran Premi de Qatar                   | Gábor Talmácsi   | Casey Stoner    | Valentino Rossi | Resultat  |
| 15    | Gran Premi d'Austràlia                | Thomas Lüthi     | Dani Pedrosa    | Valentino Rossi | Resultat  |
| 16    | Gran Premi de Turquia                 | Mike Di Meglio   | Casey Stoner    | Marco Melandri  | Resultat  |
| 17    | Gran Premi de la Comunitat Valenciana | Mika Kallio      | Dani Pedrosa    | Marco Melandri  | Resultat  |

## Galeria

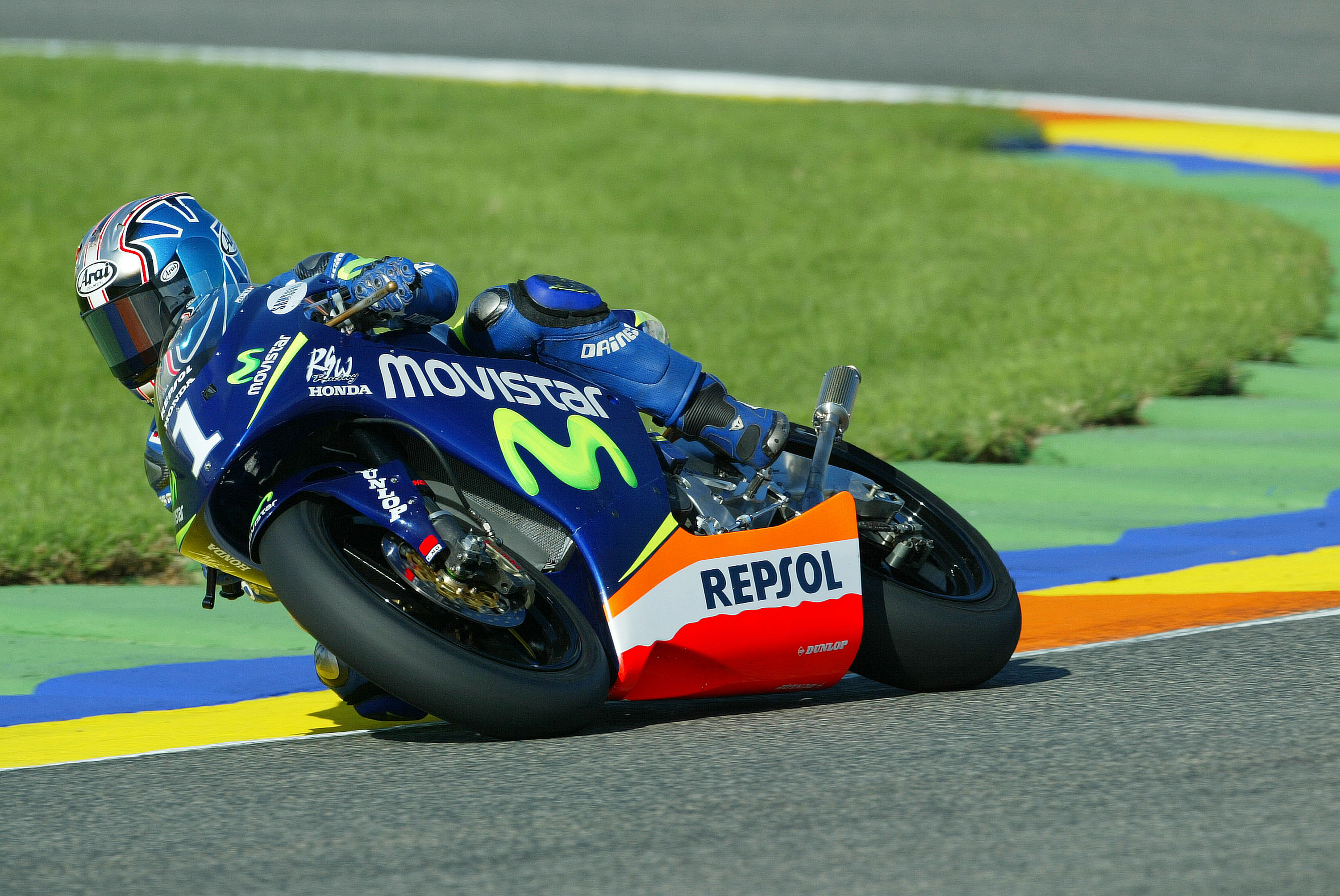
Dani Pedrosa, campió de 250cc
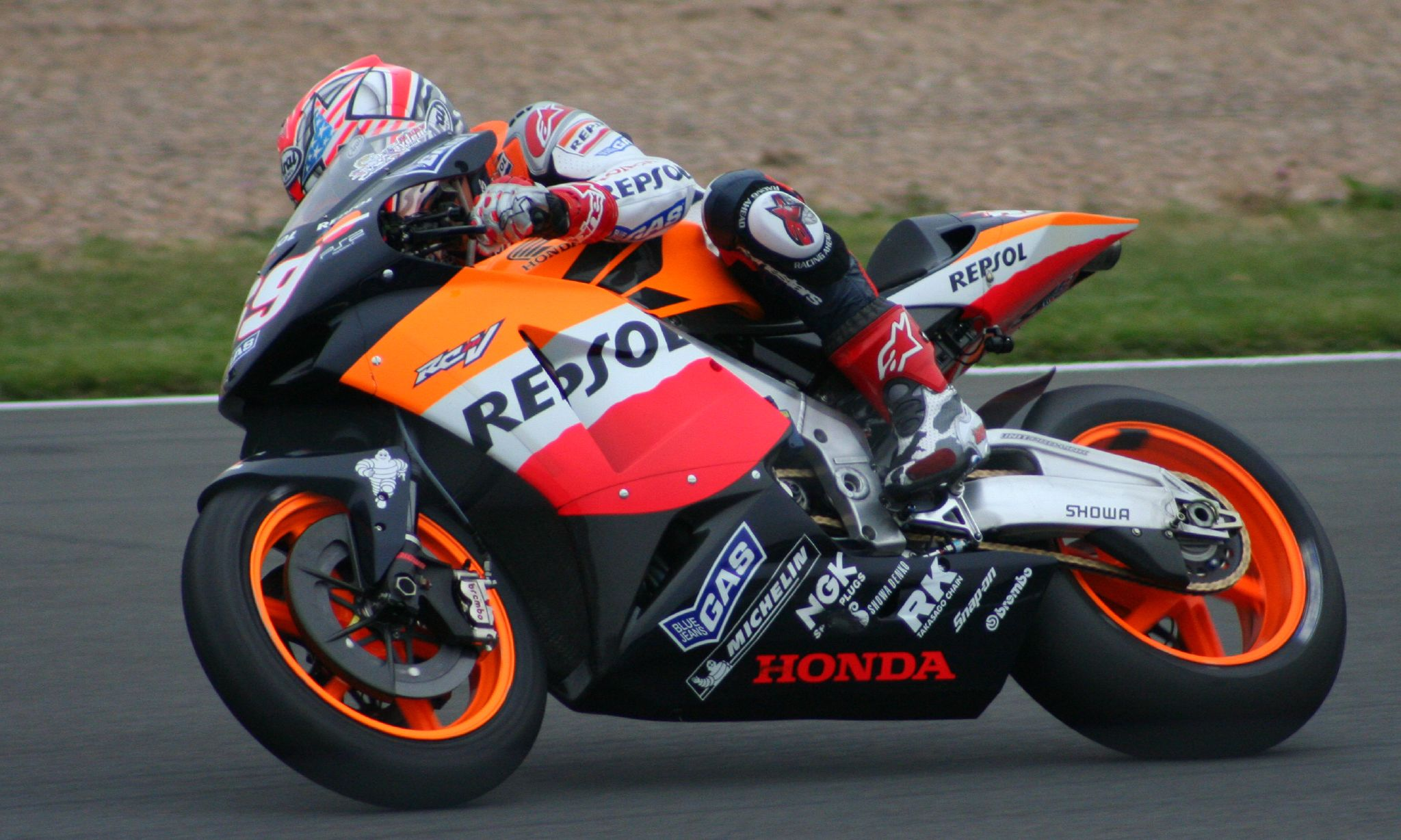
Nicky Hayden, tercer a MotoGP
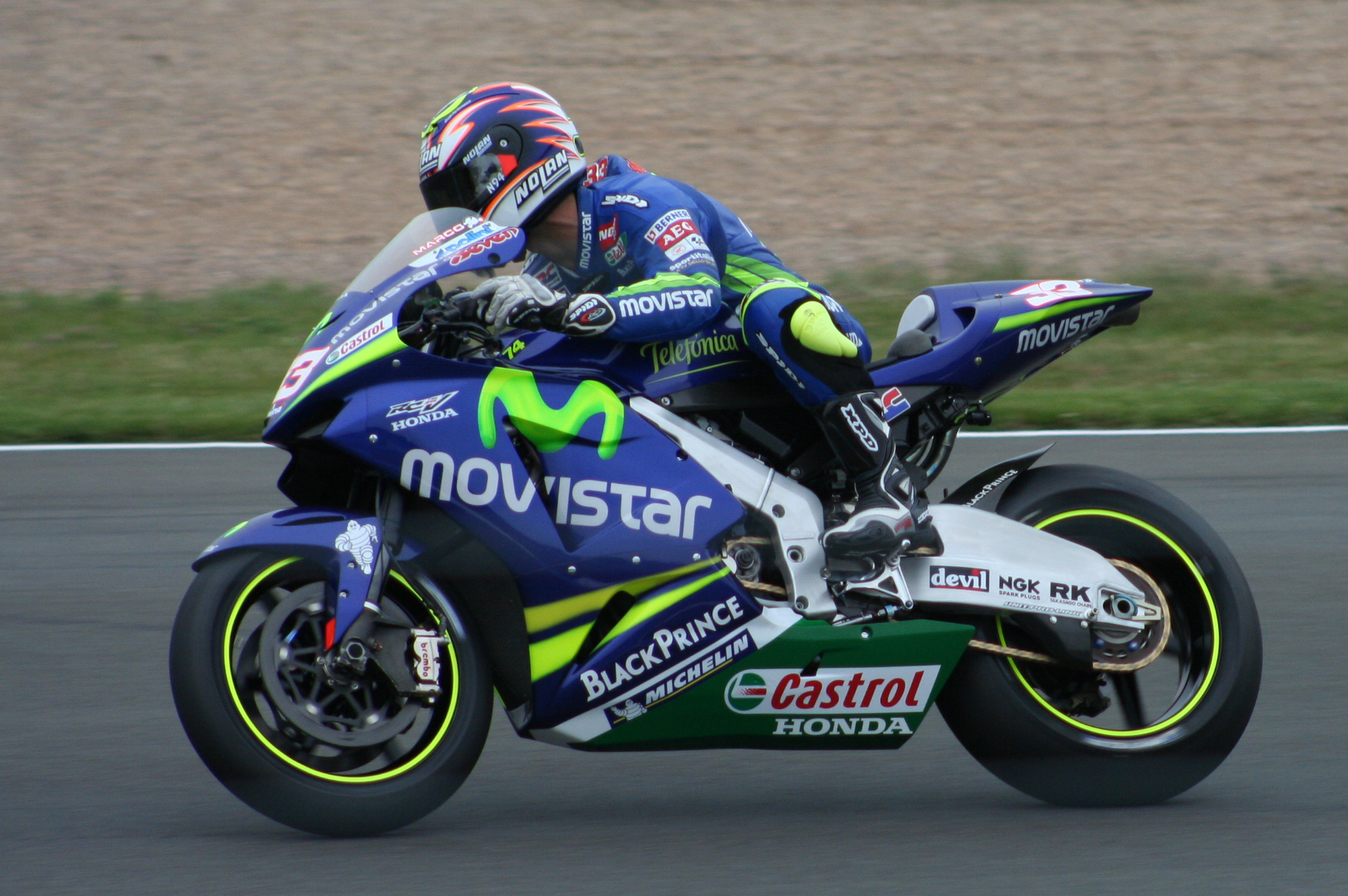
Marco Melandri, subcampió de MotoGP
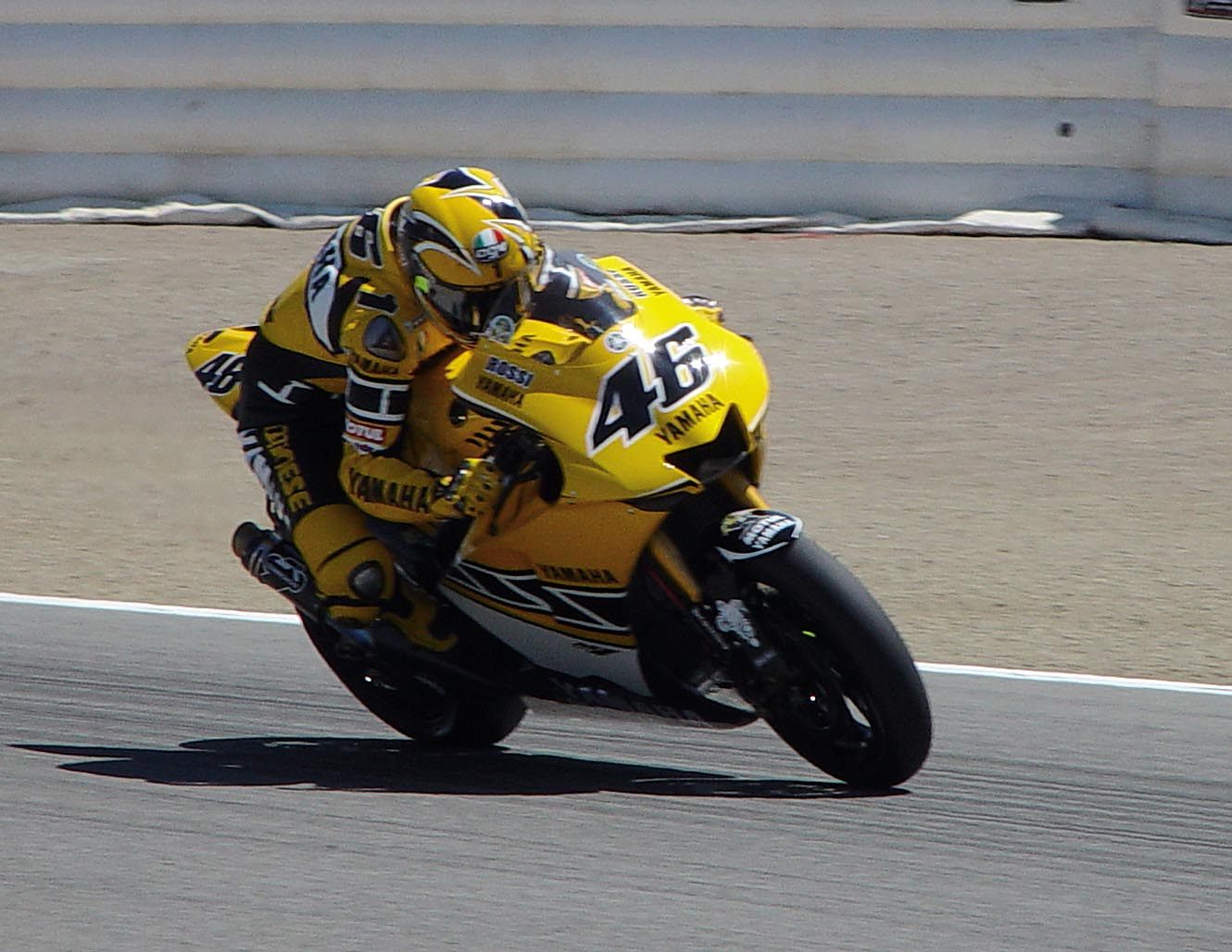
Valentino Rossi, campió de MotoGP

## Debutant de l'any
El Debutant de l'Any de MotoGP del 2005 fou el català Toni Elías.

## Classificació dels pilots

### MotoGP
(Llegenda) (En negreta - Pole; En cursiva - Volta ràpida)
- Les rondes marcades en blau es van córrer sobre pista mullada o van ser aturades per la pluja.
- Els pilots marcats en blau optaven al premi Debutant de l'any.